# 407
407 је била проста година.

## Догађаји
- Грацијан, римски узурпатор, постављен је за цара након Маркове смрти. Према Павлу Оросију, он је рођени Британац из урбане аристократије.
- Грацијан је убијен, а Константин III, генерал (магистер милитум), проглашава се римским царем. Да би проширио своју власт над Галијом и Шпанијом, он узима практично све римске гарнизоне из Британије и прелази Ламанш. Константин заузима Арл и успоставља слабу власт над Галијом, делећи контролу са „варварима“. Ово се генерално посматра као почетак повлачења Рима из Британије.
- Крај римске владавине у Британији: После 360 година окупације, локалне регионалне британско-римске вође подижу сопствене намете за одбрану од саксонских морских напада. Узгајају остриге, научивши технику од Римљана.

## Смрти
- Грацијан, римски узурпатор
- Јован Златоусти, Цариградски патријарх
- Марко, римски узурпатор
- Марија, царица супруга и супруга цара Хонорија
- Виктриције, мисионар и епископ Руана